# Olenjok (Ort)
Olenjok (russisch Оленёк, jakutisch Өлөөн/Ölöön) ist ein Dorf (Selo) in der Republik Sacha (Jakutien) in Sibirien (Russland). Es ist administratives Zentrum des Ewenkischen Nationalrajons Olenjok und hat 2273 Einwohner (Stand 14. Oktober 2010). Olenjok liegt am linken Ufer des gleichnamigen Flusses, der in die Laptewsee mündet, fast 1.100 Kilometer Luftlinie nordwestlich der Republikhauptstadt Jakutsk. In Olenjok befindet sich ein Museum zur Geschichte und Ethnographie der Völker des russischen Nordens. Die Temperaturen erreichen in Olenjok im Winter bis zu −60 °C. Der Ort liegt an der geplanten Fernstraße Anabar.
Am 16. Dezember 1957 wurde in Olenjok die jakutische Sängerin Natascha Dokalowa (1957–2010) geboren.
Bevölkerungsentwicklung
| Jahr | Einwohner |
| ---- | --------- |
| 1939 | 471       |
| 1959 | 749       |
| 1970 | 1310      |
| 1979 | 1811      |
| 1989 | 2133      |
| 2002 | 2228      |
| 2010 | 2273      |

Anmerkung: Volkszählungsdaten